# Cantón de Montmarault
El cantón de Montmarault era una división administrativa francesa que estaba situada en el departamento de Allier y la región de Auvernia.

## Composición
El cantón estaba formado por dieciséis comunas:
- Beaune-d'Allier
- Bézenet
- Blomard
- Chappes
- Chavenon
- Doyet
- Louroux-de-Beaune
- Montmarault
- Montvicq
- Murat
- Saint-Bonnet-de-Four
- Saint-Marcel-en-Murat
- Saint-Priest-en-Murat
- Sazeret
- Vernusse
- Villefranche-d'Allier

## Supresión del cantón de Montmarault
En aplicación del Decreto nº 2014-265, de 27 de febrero de 2014, el cantón de Montmarault fue suprimido el 22 de marzo de 2015 y sus 16 comunas pasaron a formar parte del nuevo cantón de Commentry.